# Manokwari

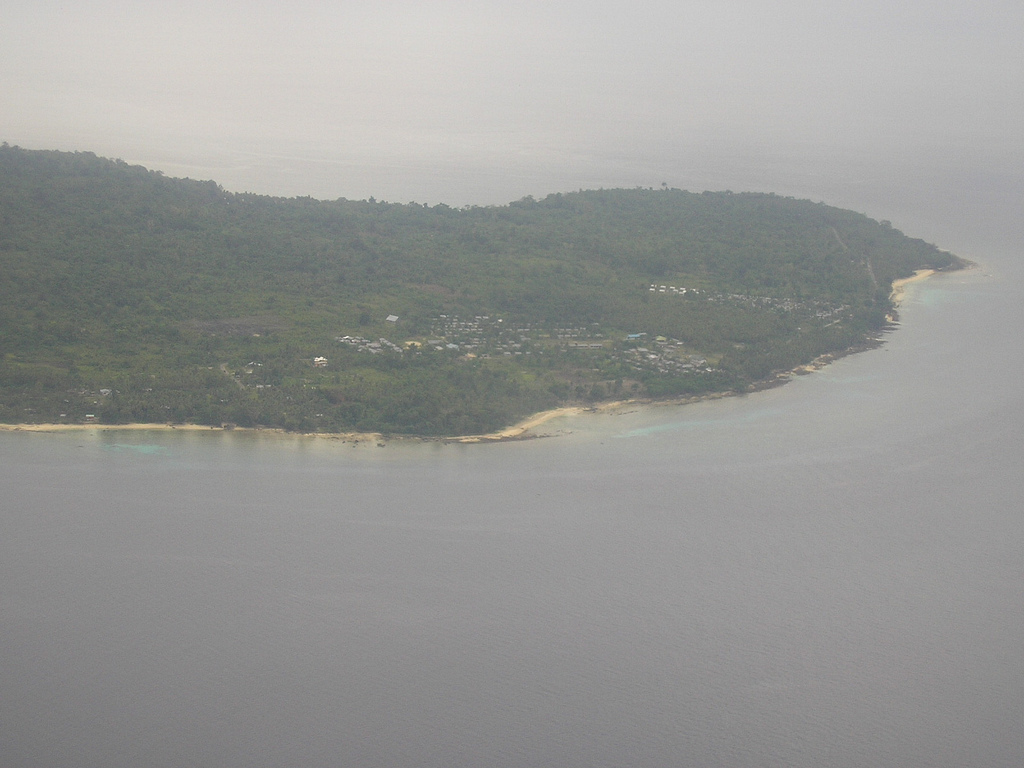
Kustlandskap vid Manokwari.

Manokwari är en ort på den nordvästra delen av ön Nya Guinea, och är den administrativa huvudorten för den indonesiska provinsen Papua Barat. Manokwari hade 74 924 invånare vid folkräkningen 2010 i det underdistrikt (kecamatan) som administreras av orten, på en yta av 237,24 kvadratkilometer.